# Coupe d'Angleterre de football 1950-1951
Navigation
Coupe d'Angleterre 1949-1950 Coupe d'Angleterre 1951-1952
La Coupe d'Angleterre de football 1950-1951 est la 70e édition de la Coupe d'Angleterre, la plus ancienne compétition de football, la Football Association Challenge Cup (généralement connue sous le nom de FA Cup).
Newcastle United remporte la compétition pour la quatrième fois de son histoire, battant Blackpool FC en finale sur le score de 2 à 0 à Wembley à Londres.

## Compétition

### Quarts de finale
Les quarts de finale ont lieu le 24 février 1951.
| Équipe 1         | Résultat | Équipe 2                |
| ---------------- | -------- | ----------------------- |
| Blackpool FC     | 1 - 0    | Fulham FC               |
| Sunderland       | 1 - 1    | Wolverhampton Wanderers |
| Newcastle United | 0 - 0    | Bristol Rovers          |
| Birmingham City  | 1 - 0    | Manchester United       |

Les matchs d'appui ont lieu le 28 février 1951 :
| Équipe 1                | Résultat | Équipe 2         |
| ----------------------- | -------- | ---------------- |
| Wolverhampton Wanderers | 3 – 1    | Sunderland       |
| Bristol Rovers          | 1 – 3    | Newcastle United |

### Demi-finales
Les demi finales ont lieu le 10 mars 1951, tous les matchs ont lieu sur terrain neutre.
| Équipe 1         | Résultat | Équipe 2                |
| ---------------- | -------- | ----------------------- |
| Newcastle United | 0 – 0    | Wolverhampton Wanderers |
| Blackpool FC     | 0 - 0    | Birmingham City         |

Match d'appui le 14 mars 1951 :
| Équipe 1                | Résultat | Équipe 2         |
| ----------------------- | -------- | ---------------- |
| Wolverhampton Wanderers | 1 – 2    | Newcastle United |
| Birmingham City         | 1 – 2    | Blackpool FC     |

### Finale
| Finale de la coupe d'Angleterre 1950-1951 | Newcastle United | 2 – 0   | Blackpool FC | Wembley, Londres      |                       |
| 28 avril 1951                             |                  | (0 – 0) |              | Spectateurs : 100 000 | Spectateurs : 100 000 |

- Newcastle United remporte sa quatrième Coupe d'Angleterre[2].